# Killarney
Killarney (Cill Airne em irlandês) é uma cidade da Irlanda e é situada no condado de Kerry. Possui 14.219 habitantes (censo de 2011).
Em 2007, Killarney, nas margens do lago Lein, no parque nacional de Killarney, ganhou o título de Cidade melhor conservada da Irlanda. Está situada no sudoeste do país, aos pés dos seus maiores pontos altos, e constitui o seu segundo ponto de interesse turístico atrás de Dublin graças à catedral de Santa Maria, o castelo de Ross ou a abadia de Muckross, e também maravilhas naturais como a cascada de Torc.